# Gresham's School

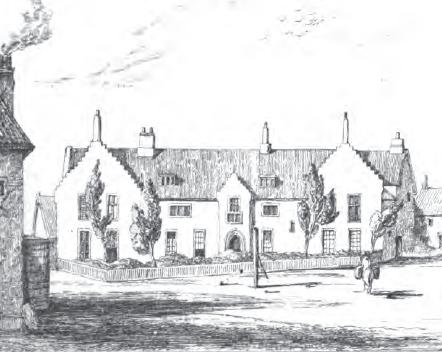
Gresham's School, 1838

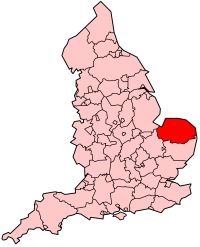
Norfolk

Gresham's School je škola v anglickém hrabství Norfolku. Byla založena v 16. století Sirem Johnem Greshamem.

## Školné
Roční školné činí kolem 22 000 liber šterlinků.
Na Gresham's School studoval Alan Lloyd Hodgkin, Benjamin Britten a Sienna Guillory.

## Externí odkazy

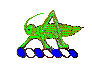
Erb